# Palamédész enoszi uralkodó
Palamédész (1389. k. – Enosz, 1455. k.) Enosz Trákiai városának második uralkodója, egyúttal társuralkodója is Leszbosznak, mivel családjának ottani hatalma alá tartozott.
II. Ferenc és egy ismeretlen nevezetű (talán bizánci) hercegnő fia. Elődje Miklós a nagybátyja volt. Nagyapja I. Ferenc leszboszi uralkodó, eredeti nevén Francesco Gattilusio. Mivel Miklósnak nem volt utódja, őt nevezték ki a város élére.
Uralkodása alatt élte Enosz a virágkorát, ezt a 20. században előkerült feliratok is bizonyítják. Templomokat is emelt a városban, többek között Szent Miklós tiszteletére. Irányítása alá tartozott Imbrosz és Szamothraké szigete is, erről Bertrandon de la Broquière burgundi kém is említést tesz. Palamédész erős flottával bírt, mellyel a genovaiak és bizánciak oldalán harcolt az oszmán-török ellen. Halála előtt nem sokkal azonban Oszmán Birodalom bevette Konstantinápolyt (Konstantinápoly eleste) és utódja Teodór már nem sokáig tudta tartani magát a törökökkel szemben.

## Családja
Palamédész kétszer házasodott. Első felesége Valentina Lukasz Notarasz bizánci herceg lánya. Második felesége Marino Doria, a genovai Doria család sarja, akikhez vélhetően a Gattilusiknak rokoni szálak fűztek.
Gyermekei:
- György (elhunyt 1449-ben)
- Teodór (későbbi II. Teodór)
- Katalin, született Marino Doriától, feleségül ment Lodovico di Campofregosóhoz, a Genovai Köztársaság dózséjához
- Konstanca, feleségül ment Lodovico testvéréhez, a későbbi I. Giano di Campofregosóhoz
- egy ismeretlen nevű lánya feleségül ment a rövid ideig uralkodott III. Ferenc thaszoszi uralkodóhoz, aki rokonuk volt.